# Antonio Felice Zondadari (Kardinal, 1665)

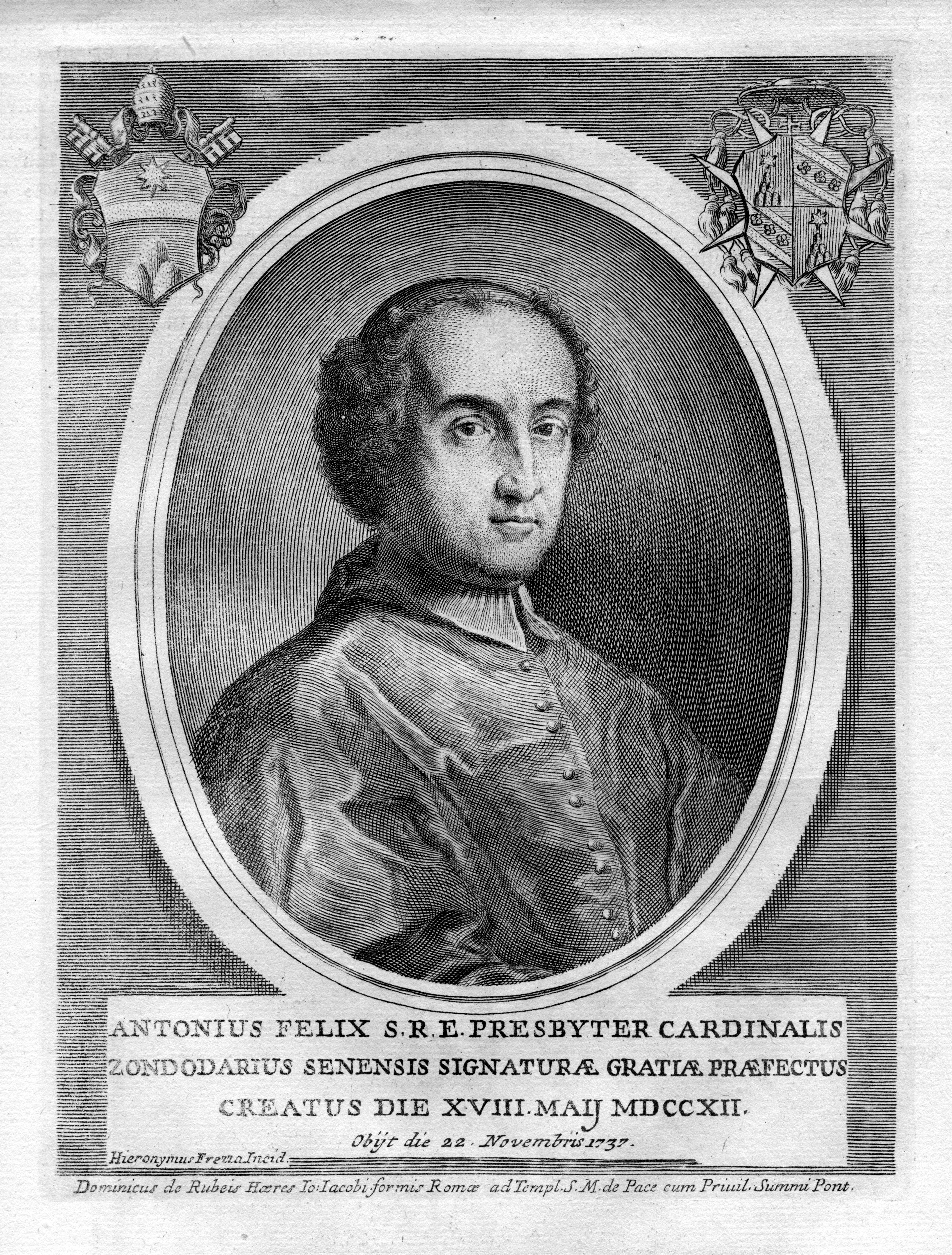
Antonio Felice Kardinal Zondadari

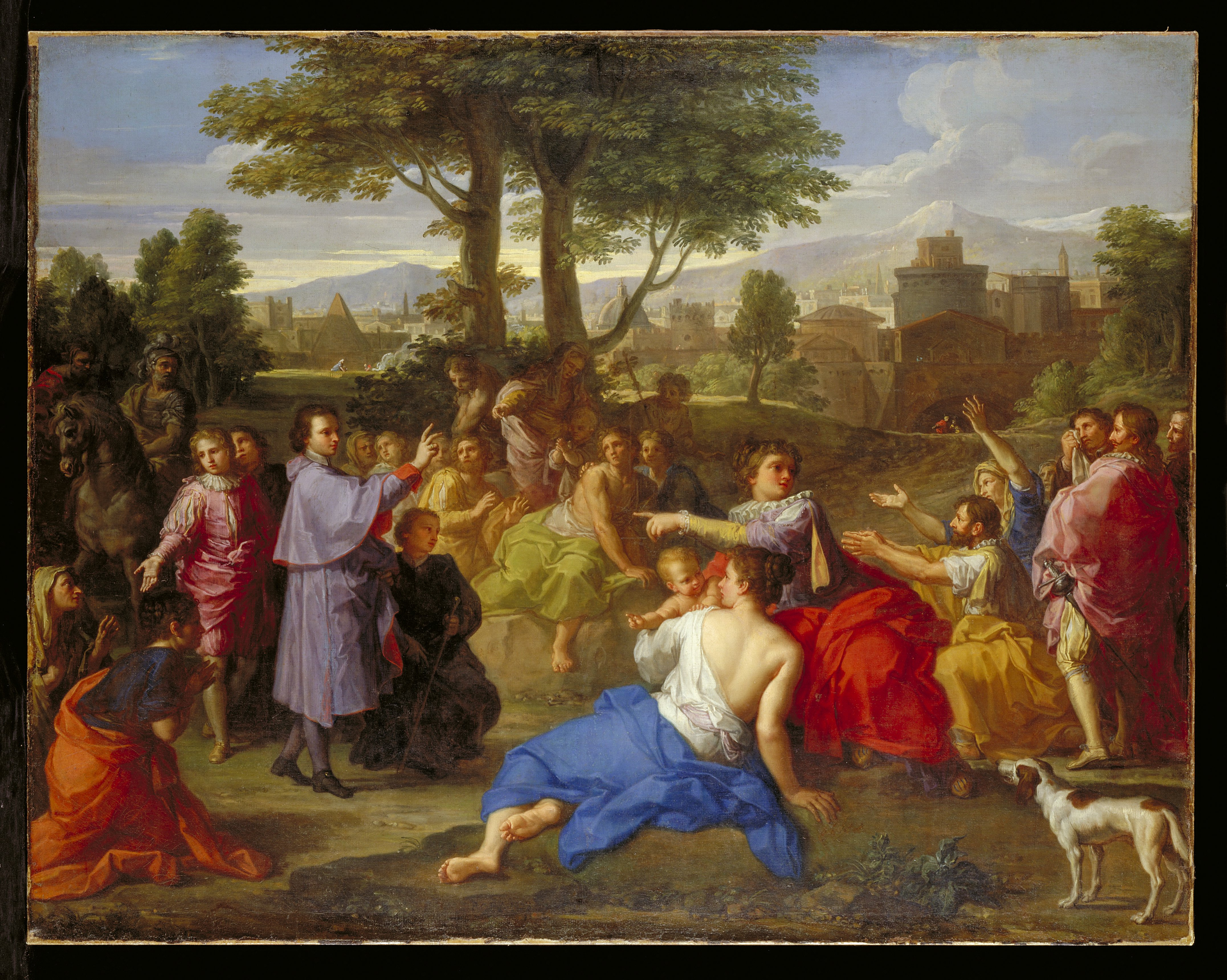
Nuntius Monsignor Zondadari segnet die Spanier (Ölgemälde von Placido Costanzi, 1728)

Antonio Felice Zondadari, auch Antonfelice Zondadari (* 13. Dezember 1665 in Siena; † 23. November 1737 ebenda), war ein italienischer Geistlicher, päpstlicher Diplomat und Kardinal.

## Leben

### Familienverhältnisse und frühe Jahre
Geboren als Sohn des Ansano Zondadari und dessen Ehefrau Agnese Chigi, war er mütterlicherseits ein Großneffe des Papstes Alexander VII. und Neffe des Kardinals Flavio Chigi seniore, daher führte er auch den Nachnamen Chigi Zondadari. Einer seiner Brüder, Alessandro Zondadari, war Erzbischof von Siena; ein weiterer Bruder, Marc’Antonio Zondadari, war 1682 Kommandeur einer Galeere des Malteserordens und von 1720 bis 1722 dessen Großmeister.
Antonio Felice Zondadari studierte an der Universität Siena, wo er den Grad eines Doctor iuris utriusque erwarb. Am 25. März 1690 empfing er das Sakrament der Priesterweihe und war 1693 als Referendar an den Gerichtshöfen der Apostolischen Signatur tätig. Vom 20. Februar 1694 bis zum 21. Februar 1697 war er Vize-Legat in Bologna, vom 16. November 1697 bis 1699 Gouverneur von Ancona. 1698 war er Referendar an der Apostolischen Signatur.

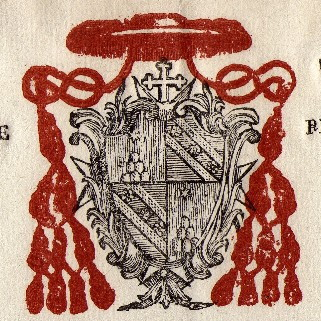
Kardinalswappen (Druck von 1815)

### Kirchliche Laufbahn
Am 5. Dezember 1701 wurde er zum Titularerzbischof von Damascus ernannt. Die Bischofsweihe spendete ihm am 18. Dezember 1701 in Rom Kardinal Fabrizio Paolucci. Er war ab dem 27. Januar 1702 Nuntius in Spanien für Angelegenheiten, die aus dem Spanischen Erbfolgekrieg resultierten und wurde am 28. Mai 1706 residierender Nuntius in Spanien. Nach einer Kontroverse zwischen dem spanischen König und dem Papst wurde Zondadari nach Avignon geschickt, wo er die nächsten drei Jahre verbrachte.
Papst Clemens XI. erhob seinen Nunius in Spanien im Konsistorium vom 18. Mai 1712 zum Kardinalat und ernannte ihn zum Kardinalpriester; den Kardinalshut und den Titel von Santa Balbina empfing Antonio Zondadari am 23. September 1715. Vom 10. Januar 1718 bis zum 8. Februar 1719 war er Kämmerer des Heiligen Kardinalskollegiums. Er nahm am Konklave 1721 teil, bei dem Papst Innozenz XIII. gewählt wurde. Wohl in Abwesenheit von Kardinal Carlo Maria Marini, während dessen Amtszeit als Legat in der Romagna, war er Pro-Präfekt der Ritenkongregation. Er war Teilnehmer am Konklave 1730, aus dem Clemens XII. als Papst hervorging und in dessen Verlauf Kardinal Cornelio Bentivoglio die Exklusive König Philipps V. von Spanien gegen Zondadaris Wahl zum Papst vorbrachte. Vom 27. Juli 1730 an war er Präfekt der Apostolischen Signatur; am 9. April 1731 wechselte er zur Titelkirche Santa Prassede.
Antonio Felice Zondadari starb am 23. November 1737 in Siena. Auf eigenen Wunsch wurde er in der dortigen Kirche San Giorgio beigesetzt, die er neu gestaltet hatte. Sein Grab trug als Inschrift lediglich seinen Namen.